# Bregovi (Skender Vakuf, BiH)
Bregovi su naseljeno mjesto u općini Skender Vakuf, Republika Srpska, Bosna i Hercegovina.

## Stanovništvo

### 1991.
Nacionalni sastav stanovništva 1991. godine, bio je sljedeći:
ukupno: 275
- Srbi - 275

### 2013.
Nacionalni sastav stanovništva 2013. godine, bio je sljedeći:
ukupno: 112
- Srbi - 112